# Il conte di Melissa
Il Conte di Melissa è un film del 2000 diretto da Maurizio Anania, tratto dall'omonimo romanzo di Cataldo Amoruso.

## Trama
Francesco Campitelli, alla morte del padre, il Conte Gian Battista, divenne conte di Melissa. In paese fu accolto con una grande manifestazione di simpatia dai contadini. Al contrario del padre, lui non era di indole dolce, ma era arrogante irriverente, un donnaiolo impenitente. Infatti, in paese notò Eleonora, figlia di contadini e se ne invaghì. Era così preso da quella stupenda ragazza che avrebbe fatto qualunque cosa per averla, e così riprese un'antica consuetudine del nonno che usufruiva dello jus primae noctis, ciò scatenò un'ondata di rabbia e di sdegno nei contadini. Vani furono i tentativi del parroco don Romano di non avvalersi di questo jus, ma nonostante le rimostranze del prete, la legge divenne un obbligo. La legge si poteva invalidare solo se i matrimoni avvenivano durante la Pasqua. Eleonora e il fidanzato Luigi insieme ad altre coppie amiche si sposarono il giorno di Pasqua, ma il conte era già stato avvisato, si presentò in chiesa con le guardie. Dopo la cerimonia, mentendo, invitò gli sposi al castello rassicurandoli che avrebbe festeggiato con loro, invece, giunti al castello gli sposi furono imprigionati, e poiché a lui interessava solo Eleonora, la condusse nella camera da letto e passò la notte con lei. Lo sposo dalla vergogna lasciò il paese. Eleonora tre giorni dopo tornò a casa come l'usanza prevedeva, con un asino carico di ogni ben di Dio e alcune monete d'oro. Il conte spesso andava trovarla e la costringeva a fare l'amore. Eleonora rimase incinta e mentre lavorava nei campi dette alla luce Marianna, che affidò alla cugina Rosa perché lei morì dopo il parto. Marianna divenne una bellissima ragazza e gli zii che l'avevano adottata la facevano indossare abiti maschili, sempre con la paura che il Conte avrebbe potuto scoprire che era una donna perché lui ormai non aspettava più le spose dopo le nozze, ma quando notava una bella ragazza la faceva rapire e la portava a letto. E così grazie a una spia scoprì che c'era in giro la bellissima Marianna.
La fece rapire e quando la ragazza era dinanzi alla sua presenza lo guardava senza abbassare gli occhi, come facevano le altre, ma sosteneva il suo sguardo con perspicacia temeraria, lo sfidava quando l'argomento non le piaceva, un giorno le disse: "Marianna finalmente la tua lingua si è sciolta come le campane del sabato Santo. Ascolta, non so che mi succede, tuttavia io non ti prenderò con la forza ma aspetterò che tu verrai da me liberamente. Intanto Michele, il fidanzato di Marianna, riunì attorno a sé un gruppo di giovani volenterosi e con uno stratagemma, vestiti da zingari, riuscirono ad entrare nel castello addormentando le guardie con un forte sonnifero che avevano messo nel vino. Intanto Rosa avvisò il prete dicendogli che il Conte, stava ormai per violentare Marianna che era la figlia di Eleonora, quindi anche sua figlia. Il prete preoccupato dell'incesto che stava per consumarsi, subito corse al castello. Michele entrato dentro il castello trovò il conte che stava per violentare Marianna che gli aveva già graffiato il viso. Il fidanzato in preda all'ira impugnò una spada e si lanciò verso il conte che cercò di fronteggiarlo, ma ebbe la peggio perché Michele era più giovane e più forte e colpi il tiranno a morte che cadde a terra pesantemente. Il prete sopraggiunse affannato, arrancava, senza più fiato, si avvicinò al conte e gli disse che Marianna era sua figlia. Francesco Campitelli conte di Melissa abbozzò un sorriso, contento, forse per non aver posseduta la figlia e morì. Il giorno successivo tutti i contadini festeggiarono la morte del Conte Campitelli.

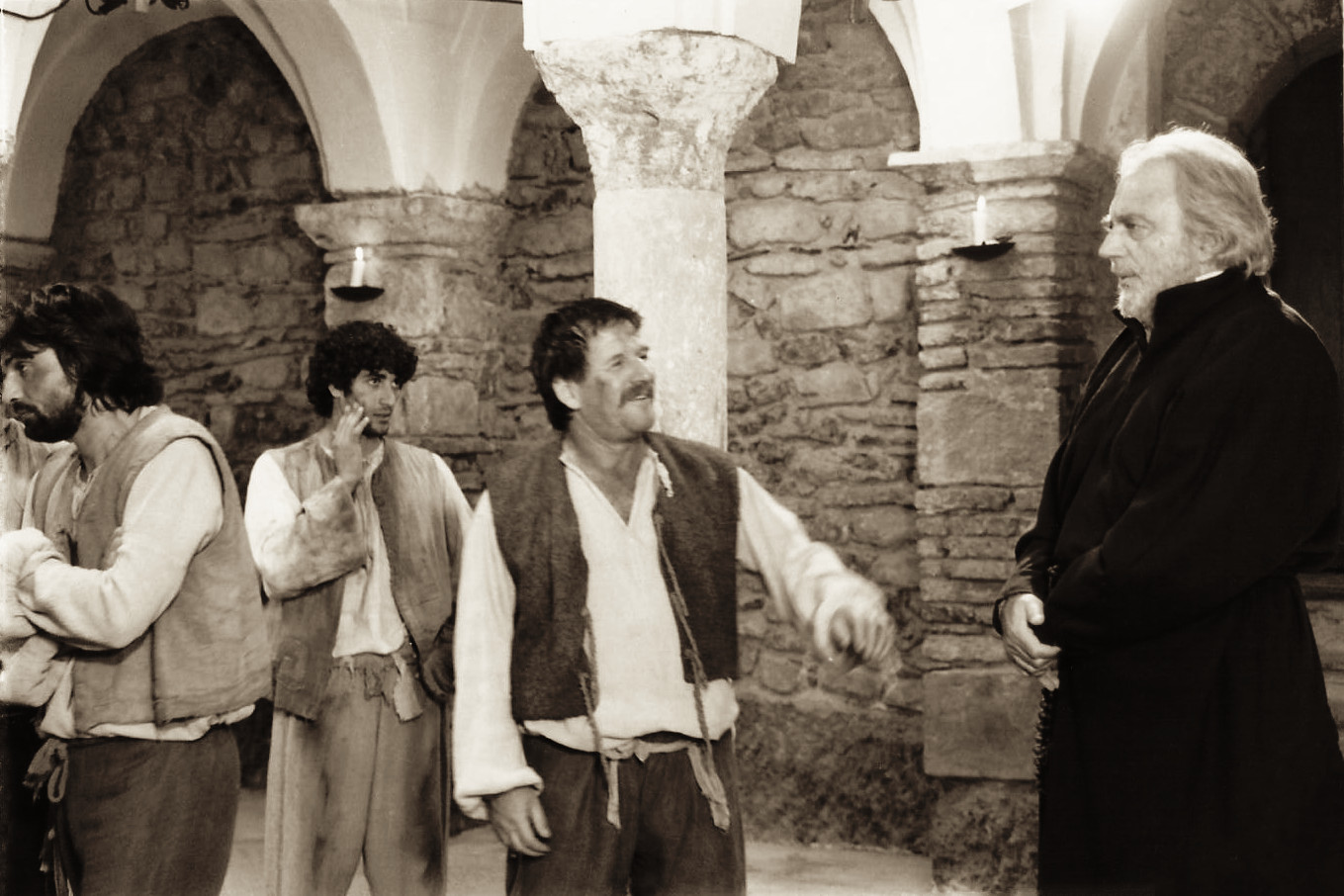
Scena del castello

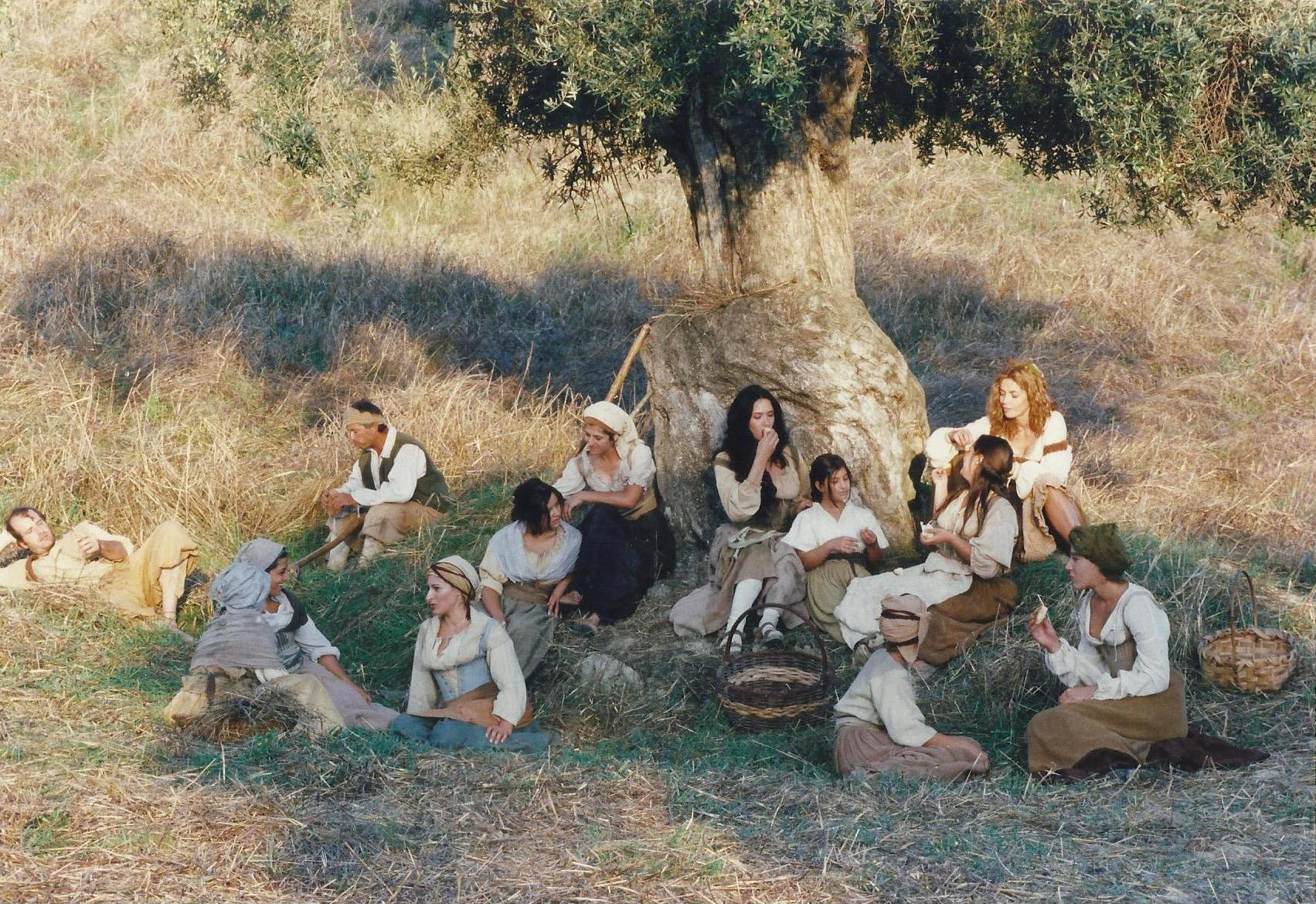
Frugale pasto sotto gli ulivi attrice protagonista Maria Gangale e contadini

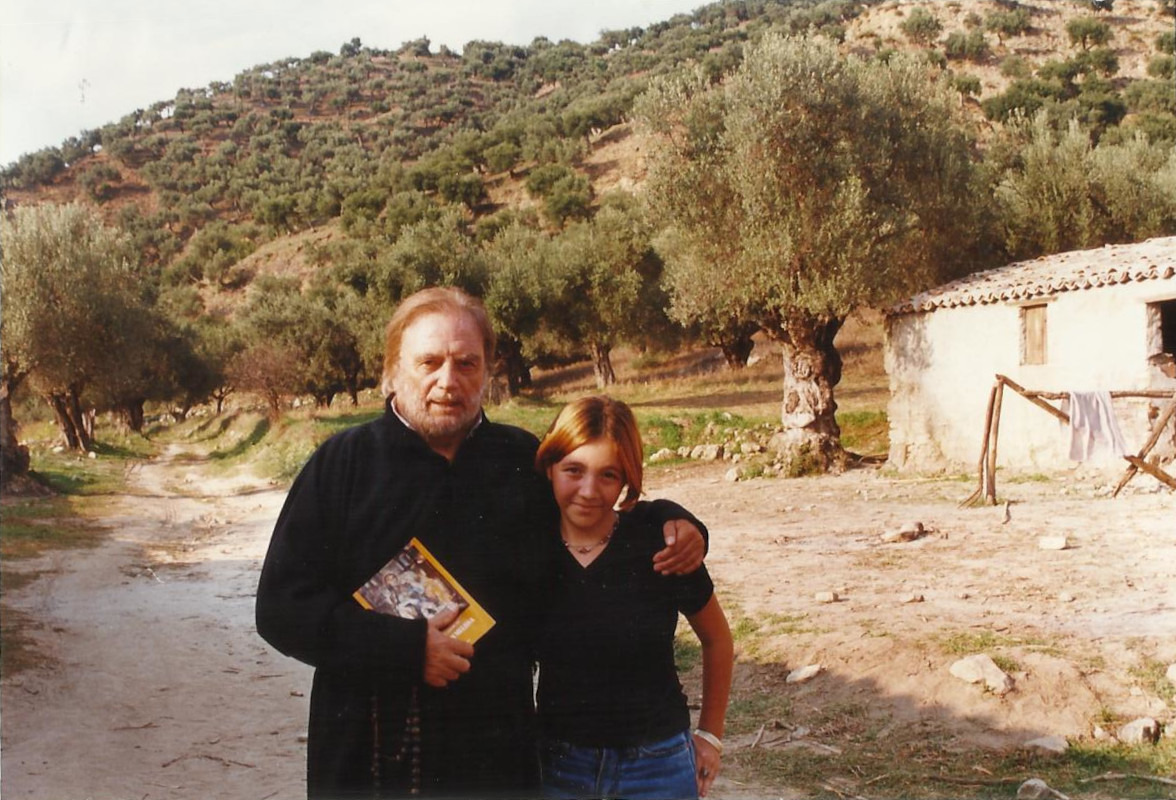
Pausa sul set attore Franco Interlenghi con la pittrice scenografa Sara Amoruso

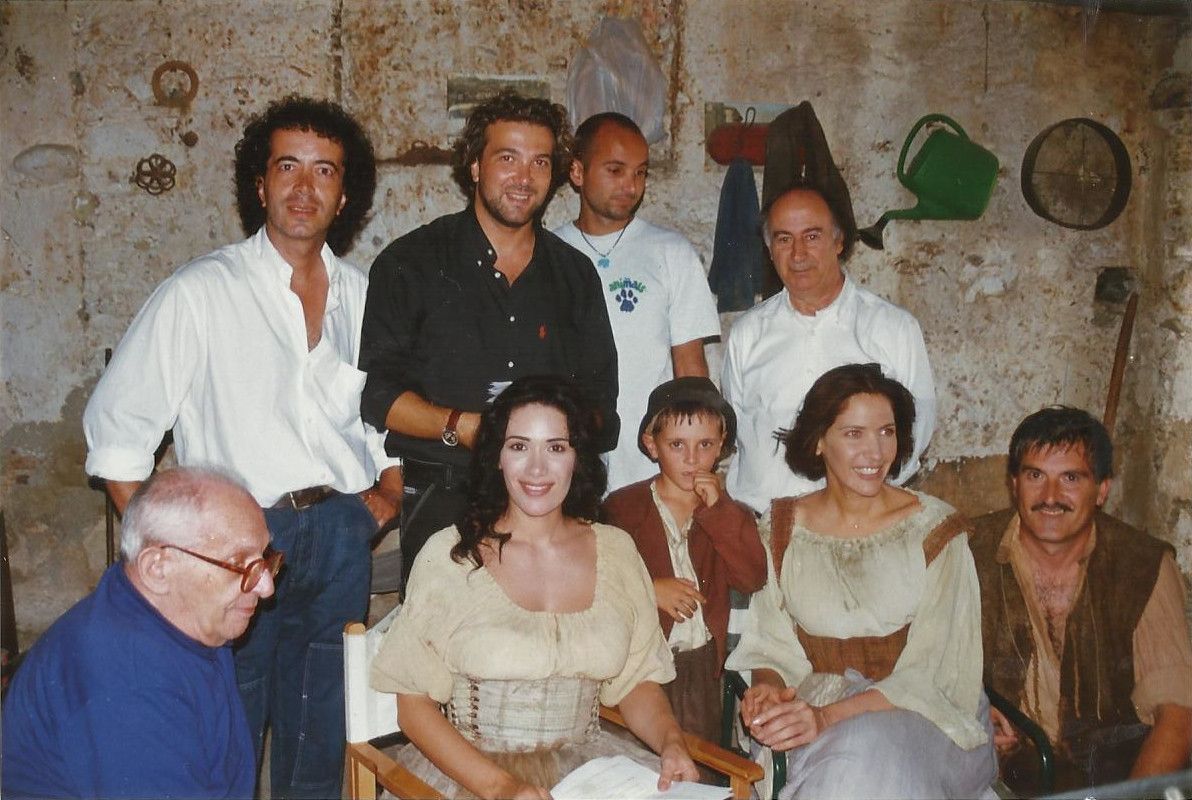
Momenti di pausa sul set tra registi, autori, attori e produttori con Riccardo Ghione, Maurizio Anania, Cataldo Amoruso, Cristiano Celeste, Germano Benincasa, Maria Gangale, Melba Ruffo di Calabria

## Curiosità
- Cristiano Celeste, figlio del direttore della fotografia Nino Celeste, nel film è aiuto regista, diventato poi regista con la fiction La Squadra e Un Posto al Sole.
- L'attrice Nadia Rinaldi all'epoca del film era incinta e durante una scena che la vedeva sul rogo rischiò seriamente di bruciarsi.[senza fonte]
- Nel film il ruolo di Eleonora doveva essere interpretato da Claudia Pandolfi, all'epoca appena sposata con Massimiliano Virgili, altro attore del cast. Ma all'improvviso lei lascia il marito e il film, e i ruoli di Eleonora madre e Marianna figlia furono entrambe interpretate da Maria Gangale.

## Location
Il film è stato girato tra Melissa, Santa Severina, San Giovanni in Fiore, Cirò Marina, Cirò e Umbriatico.